# Плаштаницa српског краља Стефана Уроша II Милутина
Плаштаницa српског краља Стефана Уроша II Милутина (1282—1321) сврстава се у такозване старе ретко сачуване плаштанице. Овај експонат, за кога се не зна за који је манастир направљена, од изузетног је светског значаја јер је јединствен пример у свету сачуваног предмета од текстила у тим димензијама. Богослужбена употреба плаштаница у раној хришћанској Цркви била је другачија у односу на касније периоде, од краја 14. и почетка 15. века. Пример тог литургијског развоја и другачије богослужбене употребе током средњег века јесте плаштаницa српског краља Стефана Уроша II Милутина, која датиран у време с краја 13. и почетка 14. века.
У Великој сеоби Срба под патријархом Арсенијем Трећим Чарнојевићем  1690. године доспела је у Фрушкогорски манастир Крушедол. Током Другог светског рата, са другим драгоценостима из српских цркава и манастира пренета је са подручје НДХ, насилно у Загреб. Након завршетка рата (1946) заједно са осталим драгоценостима враћена је српској цркви. Од 1954. године стално је изложена у Музеју српске православне цркве y Београду (инвентар број 4660), у коме се чувају драгоцености непроцењиве вредности које сведоче о националним победама и поразима, херојству и издајама, идеалима и заблудама српског народа.

## Историјски значај
У црквеним везеним тканинама плаштаница заузима значајно место, јер симболизују првобитну плаштаницу - платно (илитон), у које су Јосиф из Ариматеје и Никодим обавили Христово тело током скидања са крста и сахране.
Плаштеница краља Милутина Везена је на тамноцрвеној свили. У центру је приказан Господ Исус Христос, а преко његовог паса пребачен је орнаментисани покривач. Уоквирена је венецијанским брокатом, протканим златом, с почетка 14. века. Плаштаница је значајна не само за историју Србије и њене цркве, него и у светским размерама јер се ради о оригиналаном раду цариградских царских радионица, и једној од ретких плаштаница, тих димензија рађених у текстилу сачуванаим до данашњег дана.

## Време настанка и аутор
Милутинова плаштаница је могла да настане или y тожу завршетка радова y Грачаници или после смрти краља Милутина, када је сахрањен y Светом Стефану y Бањској. За потребе цркве у Грачаници плаштаница је могла да настане око 1319. године, када су наос и олтарски простар живописани, јер ce плаштаница могла да користи пре почетка евхаристије, када ce одвијала и постављала поврх часне трпезе да ce на њој свршава евхаристија.
Сам везиљски рад на плаштаници могао је да буде дело краљице Симониде, неке жене са двора или монахиње из Грачанице. 
Грчки изговор имена српског краља Стефана Уроша II Милутина (1282—1321) као Стегфано, Уреш, Уреши на Милутиновој плаштаници, допуњен је краљевим народним именом — Милутин., а према запису, плаштаница је приложена „„за помен и душу раба Милутина Уреши”. Поставља ce питање, ко је смео и могао да Стефана Уроша II назове народним именом Милутин, када ce и он сам потписивао Стефан Урош II? То име да напише јавно на уметничком раду могла је да има једино његова последња жена, краљица Симонида (1299—1321).
На основу овога намеће се закључак да је плаштаница са именом краља Милутина Уреши настала у временском интервалу (1319—1324). У том контексту историчари уметности сматрају да док је краљ Милутин ктитор Грачанице, краљица Симонида је ктитор или творац веза плаштанице посвећене њеном мужу. На основу овога претпоставља се да је постојала узајамна веза између завршетка живописања грачаничке цркве и везиљског рада на Милутиновој плаштаници

## Опис
На плаштаници је приказан лик Христа, за разлику од приказа са стране на другим плаштаница, на овој је Хрис приказан фронтално. Лик Христа заузима централну позицију у композицији, коју допуњују ликови серафима, извезени по један са обе стране Христове главе и по три анђела са обе стране Христовог тела. Анђели су са златним ореолом, раширених крила и главе, тела и руке живих покрета. Присуство ликова серафима и анђела, који му кличу: „агиос” доприноси химничном карактеру призора. Анђели који кличу:  истоветни су као и они y сцени Васкрсења Христовог у манстиру Грачаница.
На плаштаници су Христове руке велике прекрштене преко појаса правоугаоног покривача на коме је извезен златни крст са драгим камењем y црвеној и зеленој боји; овај крст оперважују мали дискоси са крстићима и љиљанима светлоплаве боје.

## Израда
У техникама средњовековног црквеног веза, углавном су се као основа користиле једнобојне тканине, обично црвене боје да се вез боље истакне, па је тако и плаштаница краља Милутина израђена у златовезу на свиленој тканини црвене боје.
За вез се користио разнобојни свилен конац, најчешће посребрена или позлаћена жица, док је сребрна или златна жица коришћена само изузетно. Лице, инкарнати, коса и ситни орнаментални додаци рађени су свиленим концем, а одело и остало уобичајено металном жицом.
У богатом везу коришћено је осам различитих бодова:
1. „Вез по писму”
„Вез по писму” (бод за иглу, овијенац), коришћен је за контуру. Код кога се игла за сваки следећи бод увлачи за половину дужине бода испред претходног. Овијенац је уобичајено везен са леве на десну страну.
2. Ланчаница
„Ланчаница”, је на плаштаници кориштена у различите сврхе. овим везом је везена Христова коса наизменино са свиленим концем светлобраон и беж боје, како би се добио утисак праменова. Христов ореол је такође окружен тродуплим ланчанцем у две различите боје, да би се оштрије одвојио од позадине. Тим везом извезен је и цртеж перја по крилима и цртеж набора по одежди серафима и анђела, као и цртеж у склопу орнамената. Ланчанац је коришћен и за попувававење ситнијих површина у склопу орнамената.
3. „Рибља кост”
Звезде на позадини плаштанице извезене су правоугаоном варијантом „рибље кости”. У врху мотива извезена су 3-4 равна бода, а затим се бодови ређају наизменично на обе стране осе мотива. Могу се користити наизменично две игле, па се тако може истовремено радити у више боја.
4. Равни бод
За слова, кругове око натписа и биљни орнамент коришћен је равни бод од ланеног конца, који прати цртеж на подлози и служи као јастуче, да би златовез био рекефнији. Преко испружених ланених нити јастучета под правим углом положене су металне нити, у снопу по две или три или, једна уз другу.
Сваки сноп прошивен је врло јаким концем са кратким бодом, наизменино са једне и друге стране.
5. „Бод за попуњавање”
За везење инкарната коришћен је „бод за попуњавање” већих површина. Код овог бода нит се прабацивала на лице тканине и пружала по ширини мотива. Бодови су низани један уз други и равномерно затезани. Мењањем праваца веза, добијен је утисак да је вез богатији.
6. Плосни вез бројем
Тим везом у различитим варијантама везена су крила анђела, као и ореоли. На плаштаница се плосни вез бројем појављује у облику једно или више жичаног кепер и ломљеног кепер веза.
7. Сенчени бод
За вез цветова коришћен је „сенчени бод”, који се везе са наличја у облику растегнуте покрстице
8. Пришивени бод
„Пришивени бод” је коришћен на пољима већих димензија, као што су површине крила серафи и одећа,. Овај бод је посебно погодан за за рад металним нитима. Металне нити су, појединачно или у снопу, кратким поенима причвршћене на подлогу у правилним размацима (бројем), како се предуги бодови не би олабавили. Променом правца металних нити, дистанце кратких поена и броја, добијена је разноликост појединачних пољао веза.

## Напомена
1. ↑  У Србији је најпознатији везиљски рад на плаштаници дело монахиње Јефимије и Евпраксије (ћерке Јефимијине) посвећен мужу и оцу, погинулом деспоту Јовану Угљеши, брату краља Вукашина.
2. ↑  Довољно је упоредити Симонидино одело из Краљеве цркве y Студеници или Грачанице, које је кројено и сашивено од тканине тамноцрвене боје (горња хаљина) опточено бисером.[10]